# Asarum speciosum
Asarum speciosum là một loài thực vật có hoa trong họ Aristolochiaceae. Loài này được (R.M.Harper) Barringer mô tả khoa học đầu tiên năm 1993.